# Bobasatrania

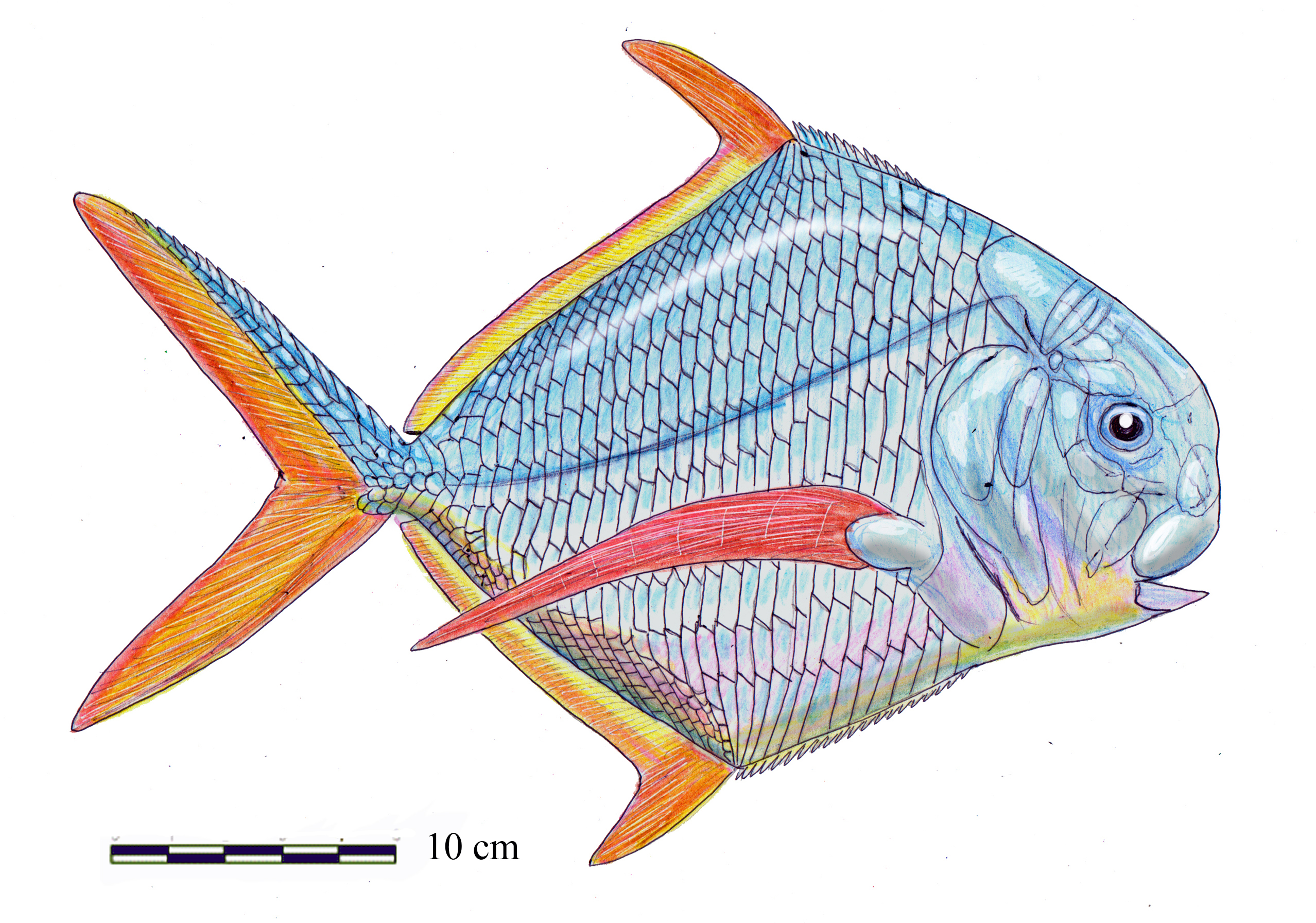
Recreación.

Bobasatrania es un género extinto de pez osteictio, perteneciente al orden Bobasatraniiformes.

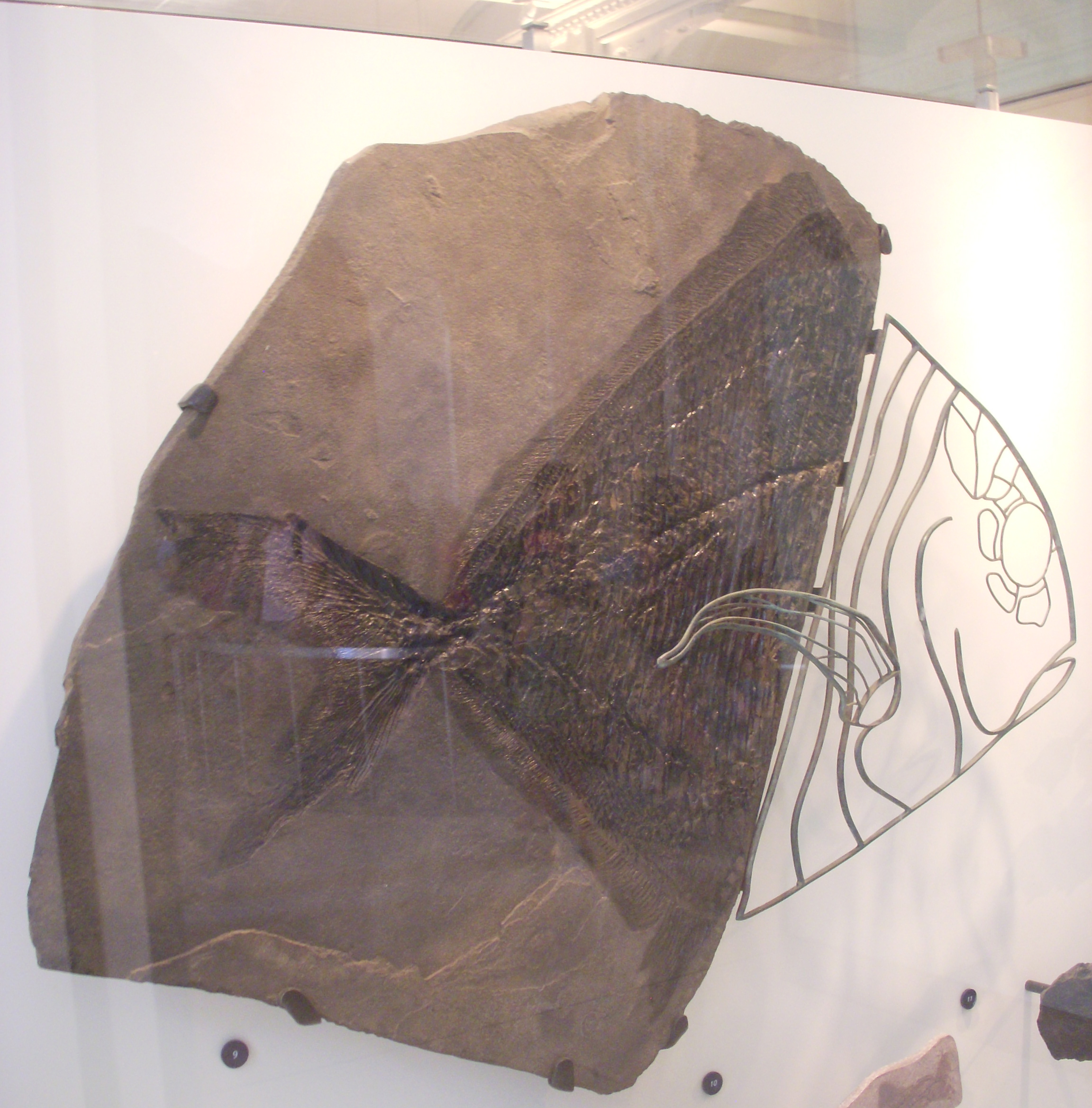
Fósiles de Bobasatrania canadensis (AMNH 6210)

Muchas especies de Bobasatrania existieron durante el Triásico (hace aproximadamente 240 millones de años) en las aguas costeras someras que limitaban con el supercontinente Pangea. Sus fósiles son por lo tanto hallados en distintas partes del mundo, como la especie tipo, B. mahavavica de Madagascar y la especie B. groenlandica de Groenlandia, procediendo algunos de los mejores ejemplares de la región del Lago Wapiti Lake en la Columbia Británica, en Canadá. Estos poseen un distintivo cuerpo en forma de diamante, una cola bifurcada y largas y delgadas aletas pectorales. Los mayores especímenes miden más de un metro de longitud, aunque muchos son considerablemente menores. La estructura de sus dientes sugiere que se alimentaban de pequeños animales con concha.